# Sjeverni Kissi jezik
Sjeverni Kissi jezik (ISO 639-3: kqs), nigersko-kongoanski jezik iz Gvineje i Sijera Leone, kojim govori oko 327 000 ljudi, od čega svega 40 000 u Sijera Leoni (1991 LBT) a ostali u Gvineji, 87 000  (Vanderaa 1991). Ima četiri dijalekta, liaro, kama, teng i tung.
Sjeverni kissi je jedan od regionalnih službenih jezika u Gvineji. Različit je od južnog kisi jezika [kss] iz Liberije i Sijera Leone.

## Vanjske poveznice
- Ethnologue (14th)
- Ethnologue (15th)